# Onze Taal
Onze Taal (niederl. = „unsere Sprache“) ist eine populärwissenschaftliche Zeitschrift der „Genootschap Onze Taal“ (niederl. = Verein Unsere Sprache). Sie erschien erstmals 1932. Das Blatt gibt seinen Lesern allerlei Informationen über Sprache, insbesondere der niederländischen Sprache. Es beinhaltet Artikel u. a. über Veränderungen der Sprache, gut lesbares Schreiben und neue Wörter sowie Kurznachrichten und Tipps über Sprache und Buchrezensionen. Einmal im Jahr erscheint eine Sonderausgabe, beispielsweise über Kindersprache, Fußball- oder Werbungssprache.
Onze Taal erscheint zehnmal im Jahr, im Februar und im Juli mit umfangreichem Zusatzteil. Das Abonnement ist an eine Mitgliedschaft in der „Genootschap Onze Taal“ gekoppelt.